# Butan-1-ol
Le butan-1-ol, ou n-Butanol est un alcool primaire de formule semi-développée CH3-(CH2)3-OH. Il a pour isomères l'isobutanol, le butan-2-ol et le tert-butanol. Le butan-1-ol est un alcool dit de "fusel", produit en faible quantité lors de la fermentation alcoolique de l'éthanol.
On le trouve naturellement dans de nombreux aliments et boissons.

## Production
Depuis les années 50, la majorité du butan-1-ol est produit par l'hydroformylation du propène (procédé oxo) pour former du butanal. Les catalyseurs habituels sont à base de cobalt ou de rhodium. Le butanal est ensuite hydrogéné pour produire le butan-1-ol.

Hydroformylation du propène pour produire du n-Butanol et du i-Butanol

Une deuxième méthode pour produire du butan-1-ol est la carbonylation du propène avec du monoxyde de carbone et de l'eau.

{\displaystyle {\ce {CH3CH=CH2 + H2O + 2 CO -> CH3CH2CH2CH2OH + CO2}}}
Autrefois, le butan-1-ol était produit à partir de crotonaldéhyde, qui peut être obtenue à partir d'éthanal.
Le butan-1-ol peut aussi être produit par la fermentation de matière végétale par des bactéries. Avant les années 50, Clostridium acetobutylicum était utilisé en fermentation industrielle pour produire du butanol.

## Utilisations
La majorité (85%) du butan-1-ol est utilisé dans la production de vernis. C'est un solvant populaire, par exemple pour la nitrocellulose. Une multitude d'esters butyliques sont utilisés comme solvants comme le 2-Buthoxyéthanol. De nombreux plastifiants sont à base d'esters butyliques comme le phtalate de dibutyle. L'acrylate de butyle est un monomère utilisé pour produire des polymères. C'est le précurseur aux n-butylamines.

### Biocarburant
Le butan-1-ol a été proposé comme un substitut pour le gazole et l'essence. Il est produit en faible quantités dans la plupart des fermentations (voir alcools de fusel), mais certaines espèces de Clostridium ont des rendements de butan-1-ol bien plus importants, et des recherches sont en cours pour augmenter le rendement total de biobutanol à partir de biomasse.
Le butan-1-ol est considéré comme un biocarburant potentiel. À une concentration de 85%, il peut être utilisé dans des voitures à essence sans aucun changement au moteur (contrairement à de l'éthanol à 85%). A volume équivalent, il fournit plus d'énergie que l'éthanol (parce que ce dernier a une plus grande proportion d'atomes d'oxygène dans la molécule) et presque autant d'énergie que l'essence. Par conséquent, un véhicule fonctionnant au butan-1-ol aurait une consommation de carburant plus comparable à celle de l'essence que de l'éthanol. Le butan-1-ol peut aussi être ajouté à du gazole pour réduire les émissions de suie.